# عنقای اصفهانی
محمد حسین عنقای اصفهانی، (۲۴ رجب سال ۱۲۶۰–۲۳ جمادی‌الثانی ۱۳۰۸) پسر بزرگ همای شیرازی و برادر کوچک‌تر سهای اصفهانی بود. در سنین کودکی علم و ادب را نزد پدرش آموخت. دوازده سال نزد محمدرضا قمشه‌ای فلسفه و نزد سایر استادان آن دوره کلام، فقه، اصول و همچنین خوشنویسی آموخت. او به سبب علاقه زیاد به شعر و ادبیات، علاوه بر تأسیس انجمنی به «انجمن ادبی عنقا» تصمیم گرفت تذکره شعرای اصفهان را تألیف کند اما عمرش کفاف نداد. دیوانی از او باقی‌مانده که سرشار از اشعار عرفانی است.